# Bourville
Bourville település Franciaországban, Seine-Maritime megyében. Lakosainak száma 278 fő (2022. január 1.). Bourville Autigny, Canville-les-Deux-Églises, Fontaine-le-Dun, Héberville, Houdetot és Gonzeville községekkel határos.

## Népesség
A település népességének változása:
| Lakosok száma | 299  | 298  | 301  | 297  | 302  | 300  | 293  | 285  | 278  |
|               | 2013 | 2015 | 2016 | 2017 | 2018 | 2019 | 2020 | 2021 | 2022 |